# Helloween
Helloween — німецький павер-метал гурт, заснований в 1984 року членами з Iron Fist і Powerfool. Гурт вважається одним з основоположників пауер-металу. Helloween затвердили канони жанру, випустивши у 1987 та 1988 роках альбоми «Keeper Of The Seven Keys pt. I» і «Keeper Of The Seven Keys pt. II», які до цього часу є одними з найуспішніших альбомів німецького металу. 

## Історія

### Доба Гансена (1984–1986)
Історія створення гурту починається в 1979 році в Гамбурзі, де два гітаристи Кай Гансен (Kai Hansen) і Піт Сільк (Piet Sielck) організували гурт Gentry, який зрештою перейменували в Iron Fist (музиканти були фанами Motörhead). В гурті також грали Інґо Швіхтенберґ(Ingo Schwichtenberg) на ударних і Маркус Ґросскопф (Markus Grosskopf) на бас-гітарі. Пізніше Піт Сільк пішов з гурту, щоб пізніше відзначитися в таких відомих проєктах як Blind Guardian, Grave Digger, Gamma Ray. У 1984 на його місце прийшов Міхаель Вайкат (Michael Weikath), а гурт перейменували на «Helloween».
Таким чином початковий склад «Helloween»: Кай Гансен (гітара, вокал), Міхаель Вайкат (гітара), Маркус Ґросскопф (бас) і Інґо Швіхтенберґ (ударні). Після видання двох треків, що увійшли до збірника «Death Metal», який було випущено видавцем «Noise Records» у 1984, на цьому ж лейблі у 1985 році вийшов дебютний міні-альбом з назвою Helloween. Гурт отримав визнання завдяки їх унікальному звучанню швидкісного павер-металу.
Незабаром вийшла перша повноформатна платівка Walls Of Jericho, а за ним EP Judas. Після виходу цих альбомів «Helloween» вирішили знайти фронтмена-вокаліста, ним став Міхаель Кіске (Michael Kiske), харизматичний 18-річний хлопець, який до того співав у гурті «III Prophecy».

### Епоха Кіске (1987–1993)
У 1987 році гурт планував випустити подвійний диск, але видавець, компанія Noise не погодилась, і диск розбили на дві частини Keeper Of The Seven Keys pt. I (1987) і Keeper Of The Seven Keys pt. II (1988). Саме ці два альбоми зробили гурт суперзіркою важкого металу. «Helloween» стали відомими в усьому світі, а диск Keeper Of The Seven Keys pt. II став «золотим» у США.
На альбомі Keeper Of The Seven Keys pt. I (1987 р) гурт показав абсолютно нову мелодику, а вокал Кіске став гідним доповненням. Це звучання стало класикою та взірцем для цілого жанру європейського пауер-метал. Успіх альбому був величезний, і німецьких металістів визнали навіть у Штатах. Після цього «Helloween» досить довго гастролювали Європою, у процесі збираючи матеріал для нового альбому.
У 1988 році випустили Keeper Of The Seven Keys pt. II. Його виходові сприяв успішний виступ на фестивалі «Монстри року» у Донінґтоні. Пізніше було випущено EP Dr. Stein, однак, поза сценою не все було так добре. У «Helloween» з'явилися проблеми з компанією грамзапису, і музиканти почали вести переговори з декількома іншими відомими лейблами, які раніше виявляли інтерес до команди. Щоб заповнити прогалину, гурт випустив «живий» альбом, записаний в Хамерсміті в 1989 році. Тоді ж гурт залишив Кай Гансен, щоб створити свій власний проєкт Gamma Ray. Його змінив Роланд Ґрапов, який вперше з'явився в команді під час туру на підтримку Keeper Of The Seven Keys pt. II.
Тривалий юридичний бій з компанією грамзапису привів до того, що тільки в 1990 році гурт зміг зайнятися власне музикою. Новий контракт було укладено з «EMI Records». Дебютний альбом групи на новому лейблі, Pink Bubbles Go Ape (1990), виявився лише тінню колишніх «Helloween». Була дуже помітна відсутність Кая Гансена і його манери написання та виконання пісень.
У 1993 році гурт випустив (як вважають критики, найгірший) диск Chameleon. Звучання та музика були досить оригінальними, але фани не прийняли його, розбіжності в колективі підсилилися, і Кіске перестав з'являтися в студії, а Швіхтенберґ через проблеми з алкоголем, наркотиками та психікою пішов з гурту.

### Епоха Деріса (1994— 2016)
8 березня 1995 Інґо Швіхтенберґ покінчив життя самогубством — кинувся під потяг. У 1994 Андреас Деріс (Andreas Deris, екс-«Pink Cream 69») став новим вокалістом гурту, а Улі Куш з «Gamma ray» новим барабанщиком. Того ж року виходить диск Master of the Rings, який одержав позитивні відгуки і навіть очолював чарти в Японії. Після успіху гурт випускає в 1996 році диск «Time Of The Oath», який також став дуже успішним. Тим часом Кіске випустив свій перший сольник, «Instant Charity», а на наступний рік вийшли сольні альбоми Роланда Ґрапова — «The four seasons of life» і Енді Деріса — «Come in from the rain».
У 1997 одразу після виходу альбому Better Than Raw Helloween разом з Iron Maiden вирушили у велике турне.
У 1999 році «Helloween» випустили збірник каверів з назвою Metal Jukebox, а свіжим релізом порадували фанів лише наприкінці 2000-го. Альбом The Dark Ride вийшов більш експериментальним і похмурим ніж попередні роботи. Турне на підтримку альбому пройшло з успіхом, однак цей факт не перешкодив Кушу та Ґрапову залишити команду. Куша замінив колишній барабанщик «Metalium» Марк Крос (Marc Cross), але він протримався недовго та поступився місцем Стефану Шварцману. Заміною Ґрапову став Саша Ґерстнер з «Freedom Call».
В оновленому складі гурт у 2003 році записав досить вдалий альбом Rabbit Don't Come Easy. На початку 2004 Стефана Шварцмана за барабанами замінив Даніель Льобле (Daniel Löble). З жовтня 2004 гурт працював у студії над своїм наступним альбомом Keeper Of The Seven Keys — The Legacy який вийшов 31 жовтня 2005, і був заявлений як успіше продовження перших двох частин Хранителів.
Наприкінці 2006 року, Helloween записали шоу в Сан-Паулу (Бразилія), Софії (Болгарія) і Токіо (Японія), для концертного DVD — «Keeper Of The Seven Keys — Legacy World Tour 2005/2006».
Наступний студійний альбом Helloween Gambling With The Devil, було випущено 23 жовтня 2007. Альбом отримав безліч позитивних відгуків, більшість фанів визнали його однією з найкращих платівок доби Деріса. З матеріалом нового альбому восени 2007 року, група вирушила у «Hellish Rock» 2007/2008 разом з Gamma Ray.
У 2009 році вийшов диск Unarmed — Best Of 25th Anniversary на честь 25-ліття гурту. На диску представлено перероблені версії безсмертних хітів «Helloween». У жовтні 2010 року відбувся реліз нового альбому, який отримав назву 7 Sinners.
Вересень 2011 — Helloween хедлайнери фестивалю Global East Festival, який проходив у Києві (Україна). Разом з гуртом Helloween на фестивалі брали участь гурти Lyfthrasyr, The Mary Major, Apostate, Crimson Sky, Znich.
У 2013 році вийшов новий альбом гурту — Straight Out of Hell.
26 лютого 2015 року гурт розкрив назву та ілюстрацію обкладинки альбому «My God-given Right», що вийшов 29 травня 2015 року. Цю ілюстрацію створив Мартін Хауслер. У червні 2015 року стало відомо що учасники «Helloween» працюють над "Пекельною книгою". Ґросскопф заявив, що це "своєрідна книга історії з великою кількістю малюнків".

### Епоха воз'єднання (2016— наш час)
У листопаді 2016 року було оголошено, що колишні учасники Кай Гансен і Міхаель Кіске знову приєднуються до «Helloween» для світового туру під назвою Pumpkins United World Tour, який розпочнеться 19 жовтня 2017 року в Монтерреї, Мексика, і триватиме рік.
На той час Гансен уже кілька років поспіль брав участь у деяких виступах Helloween у якості запрошенного музиканта. Натомість Кіске довго уникав коментарів щодо ідеї виступити з Helloween через погані стосунки з Маркусом Ґросскопфом та особливо Майклом Вайкатом, починаючи з 1993 року, коли Кіске було виключено з колективу. Стосунки почали змінюватись у 2013 році, коли він зіткнувся з Вайкатом на шведському рок-фестивалі. У 2017 році Кіске заявив: "Перше, що [Вайкат] сказав:" Що я зробив, що ти не можеш мені пробачити? " Це був перший рядок, який він мені сказав. І я зрозумів, що пробачив якось давно, не помічаючи. Ось так усе почалося". Саме Гансен, який був його товаришем по групі у складі Unisonic з 2011 року, остаточно переконав Кіске в 2014 році. Інших колишніх учасників, як то Роланда Ґрапова та Улі Куша, не запрошували повторно приєднатися, а Ґроскопф заявив, що "це було б забагато людей".
13 жовтня 2017 року воз'єднаний склад гурту випустив нову пісню "Pumpkins United" і виклав для безкоштовного завантаження (та з вініловим релізом 8 грудня). У синглі Деріс, Гансен і Кіске розділили між собою головні партії вокалу. Світове турне Pumpkins United World стартувало в Монтерреї, Мексика, 19 жовтня 2017 року. На першому шоу Деріс і Кіске виконували пісні зі своїх відповідних альбомів Helloween та співали дуети, тоді як Гансен виконував провідний вокал для  пісень із Walls of Jericho. Шоу також включало вшанування покійного барабанщика Helloween Інґо Швіхтенберґа.
Однак у Кіске почались проблеми зі здоров'ям, пов'язані з його голосом, незадовго до початку туру. Після перших двох концертів у Мексиці його участь у наступних виступах була невизначеною. Лікарі отримали дозвіл на виступ до наступного шоу в Сан-Хосе, Коста-Рика, 23 жовтня, хоча його хвороба змусила гурт тимчасово вилучити кілька пісень зі свого сет-листу та передати частину партій Дерісу, Гансену та Ґерстнеру. Після звинувачень від шанувальників Кіске в тому, що вони використовували синхронізацію губ для більш вимогливих до голосу частин деяких пісень, Кай Гансен підтвердив, що Кіске дійсно частково використовував записаний вокал, але лише для шоу на відкритті туру в Монтерреї, і тому що гурт побоювався, що доведеться скасувати шоу, оскільки Кіске не відчував впевненості, що зможе взагалі виступити через свою хворобу. 28–29 жовтня 2017 року Helloween записали свої концерти в Сан-Паулу, Бразилія, для майбутнього концертного альбому та DVD.
Щодо потенційного студійного альбому у складі Pumpkins United Деріс заявив у березні 2018 року: "У нас, безумовно, дуже багато розмов [про це]. [...] Після запису пісні "Pumpkins United", ми зрозуміли, що нам легко працювати разом. [...] Так, це взагалі не було проблемою, ніби ми вже працювали разом десятки років. Отже, я можу уявити спільний альбом у майбутнтому. Якщо хімія залишиться такою, якою вона є зараз, я точно сказав би на 99 відсотків так, ми зробимо це". 
21 серпня 2018 року гурт оголосив, що на прохання їх лейбла Nuclear Blast склад Pumpkins United продовжить існування і після 2018 року, і що живі CD та DVD світового турне Pumpkins United вийдуть на початку 2019 року. Пізніше було анонсовано новий студійний альбом, запис якого заплановано на 2018 рік а вихід на 2020 рік. При тому Вайкат, Гансен і Деріс виступлять як "тріо для написання пісень"; це буде їх перший студійний альбом, в якому буде представлено Хансена з часів Keeper of the Seven Keys: Частина II в 1988 році, і перший із Kiske з часів Хамелеона в 1993 році. Світовий тур «Pumpkins United» завершився 22 грудня 2018 року в Гамбурзі. У березні 2019 року Деріс заявив, що написав два дуети для себе та Кіске для майбутнього альбому.
4 жовтня 2019 р. Helloween виступили на фестивалі Rock in Rio у 2019 р. Того ж дня вийшов живий DVD / Blu-ray United Alive та концертний альбом United Alive в Мадриді, обидва записані під час світового турне Pumpkins United (перший містить записи виступів групи в Мадридському центрі WiZink (2017), на Wacken Open Air 2018 і в Сан-Паулу (2017), а другий - запис повного виступу в Мадриді, з піснями, записаними на шоу в Празі, Сан-Паулу Паулу, Вакен та Сантьяго де Чилі виступають як бонусні треки).
26 листопада 2019 року гурт опублікував відео, в якому вони поділилися тим, що розпочали запис нового альбому в Гамбурзі (де раніше записали чотири альбоми поспіль у 1990-х - від "Chameleon" 1993 року до "Better Than Raw" 1998 року). Планували відновити гастролі наприкінці 2020 року. 1 червня 2020 року Helloween підтвердили, осіннє європейське турне перенесено на весну 2021 року через пандемію COVID-19. Група також оголосила, що "вирішила перенести випуск" свого нового альбому на початок наступного року.
З шістьма роками між My God-Give Right і новим альбомом, це найдовший період між двома студійними альбомами Helloween, оскільки гурт ніколи раніше не проводив більше трьох років, не випустивши новий студійний альбом. 25 березня 2021 року Helloween випускає в Японії свою нову книгу - енциклопедію під назвою Seven Keys United Memorial: Повна колекція Helloween.
У березні 2021 року було оголошено, що перший альбом групи в складі Pumpkins United буде називатися Helloween і вийде 18 червня 2021 року. Ще до релізу альбому вийшов кліп до пісні "Skyfall" (автор - Гансен), а також було випущено пісні "Indestructible" (автор - Ґросскопф) та "Fear of the Fallen" (автор - Деріс) з нової платівки. "Skyfall" продемонстрував есенцію найкращого, що є в класичному Helloween часів Keeper of the Seven Keys, але з трьома партіями лід-вокалу у виконання Кіске, Гансена та Деріса. "Indestructible" став таким собі маніфестом "об'єднаних гарбузів", які непереможні у своїй єдності.
Альбом "Helloween" (2021) очолив німецькі чарти та досяг першого місця за продажами в інших країнах. Після успіху цього альбому гурт випустив комікс та лінійку колекційних фігурок, натхненних обкладинками альбомів та ліричною міфологією гурту. У березні 2023 року, за словами Міхаеля Кіске, Helloween почали працювати над новим матеріалом для наступного альбому. У травні 2023 року було оголошено, що Helloween буде включено до Зали слави металу (Metal Hall of Fame).
22 листопада 2023 року Helloween оголосили про плани взяти кілька місяців перерви, щоб зосередитися на створенні нового студійного альбому. 15 лютого 2024 року було оголошено, що гурт підписав контракт з лейблом Reigning Phoenix Music (RPM) і випустить свій наступний студійний альбом у 2025 році.
1 листопада 2024 року Helloween анонсували новий подвійний концертний альбом "Live at Budokan", який вийшов 13 грудня 2024 року. Альбом містить запис виступу гурту 16 вересня 2023 року в легендарному токійському Nippon Budokan.
Сімнадцятий студійний альбом Helloween, "Giants & Monsters", заплановано на 29 серпня 2025 року. 13 червня 2025 року гурт випустив перший сингл "This Is Tokyo" з майбутнього альбому. Пісня є своєрідною даниною поваги Японії, в якій беруть участь двоє вокалістів – Анді Деріс та Міхаель Кіске.
Альбом "Giants & Monsters" авансом називають найрізноманітнішим і найдинамічнішим у кар'єрі гурту. Запис було зведено у легендарній студії Wisseloord Studios (де працювали Iron Maiden, Judas Priest, Def Leppard) у Хілверсюмі, Нідерланди.
Щодо пісні "This Is Tokyo", Анді Деріс зазначив: "Я завжди хотів написати її. Японія відіграє особливу роль у моєму житті, тому що саме там я досяг своїх перших великих успіхів. Я вже деякий час хотів створити данину поваги Японії та нарешті знайшов правильний текст. Оскільки "Токіо" звучить краще, ніж "Японія", це місто символізує цілу країну, яка дуже важлива для мене".

## Дискографія
Студійні альбоми
- Walls of Jericho (1985)
- Keeper of the Seven Keys Part 1 (1987)
- Keeper of the Seven Keys Part II (1988)
- Pink Bubbles Go Ape (1991)
- Chameleon (1993)
- Master of the Rings (1994)
- The Time of the Oath (1996)
- Better Than Raw (1998)
- The Dark Ride (2000)
- Rabbit Don't Come Easy (2003)
- Keeper of the Seven Keys: The Legacy (2005)
- Gambling with the Devil (2007)
- 7 Sinners (2010)
- Straight Out of Hell (2013)
- My God-Given Right (2015)
- Helloween (2021)

## Склад гурту
- Міхаель Вайкат (Michael «Weiki» Weikath) — гітара
- Маркус Ґросскопф (Markus Grosskopf) — бас-гітара
- Кай Гансен (Kai Hansen) — гітара, вокал
- Міхаель Кіске (Michael Kiske) — вокал
- Андреас Деріс (Andreas «Andi» Deris) — вокал
- Саша Ґерстнер (Sascha Gerstner) — гітара
- Даніель Лебле (Daniel «Dani» Loeble) — ударні